# Hilarographa hainanica
Hilarographa hainanica is een vlinder uit de familie bladrollers (Tortricidae). De wetenschappelijke naam van de soort is voor het eerst geldig gepubliceerd in 2009 door Józef Razowski.

## Type
- holotype: "female. VII.1904. genitalia slide no. 31823"
- instituut: BMNH. Londen, Engeland
- typelocatie: "China, Hainan, Porten"